# Скотт, Энн, 1-я герцогиня Баклю
Энн (Анна) Скотт, 1-я герцогиня Баклю (англ. Anne Scott, 1st Duchess of Buccleuch; 11 февраля 1651 — 6 февраля 1732) — богатая шотландская пэрэсса. После того, как её отец умер, когда ей было несколько месяцев, и её сестры к тому времени, когда ей было 10, она унаследовала титулы семьи. Она была замужем за Джеймсом Скоттом, 1-м герцогом Монмутом, и у супругов было шестеро детей, только двое из которых пережили младенчество.
Её муж был казнён после поражения в Монмутском восстании, и она снова вышла замуж.

## Ранняя жизнь
Энн Скотт родилась 11 февраля 1651 года в Данди . Её отцом был Фрэнсис Скотт, 2-й граф Баклю (1626—1651), а матерью Маргарет Лесли (1621—1688), дочь Джона Лесли, 6-го графа Роутс. У Энн Скотт было две старшие сестры, Мэри и Маргарет, но не было братьев. Отец Энн Скотт умер в тот же год, когда она родилась, а её сестры — Маргарет в 1652 году и Мэри в 1661 году.
Были некоторые осложнения, так как Мэри была замужем, и поэтому было спорно, что её муж унаследует титулы Скоттов. Однако брак Марии был признан незаконным из-за её возраста, поэтому поместья с титулами «графиня Баклю», «баронесса Скотт из Баклю» и «баронесса Скотт из Уитчестера и Эскдайла» перешли к Энн.

## Титулы
После её замужества в 1663 году её муж Джеймс Скотт взял её фамилию, и для него были созданы титулы герцога Монмута, лорда Скотта из Уитчестера и Эскдайла, графа Далкейта и герцога Баклю, с правом наследования его мужских потомков от брака с Энн. 6 января 1666 года Джеймс Скот и Энн Скотт передали свои титулы и поместья шотландской короне и получили новодамус, наделяющий герцога Монмута титулами герцога Баклю, графа Далкейта и графа Баклю, а Энн Скотт — герцогини Баклю, графини Далкейт и графини Баклю.
После смерти Джеймса Скотта, 1-го герцога Монмута, в 1685 году Энн Скотт, герцогиня Баклю, передала свои титулы шотландской короне во второй раз и получила новое пожалование королевской хартией под Большой печатью 17 ноября 1687 года, в которой титул герцогини Баклю и остальные титулы передавались ей пожизненно, а после её смерти должны были унаследовать Джеймс Скотт, граф Далкейт, и его наследники мужского пола. Хартия 1687 года была ратифицирована Актом парламента 15 июня 1693 года. Наследники герцога Монмута были реабилитированы ещё одним актом парламента 4 июля 1690 года.

## Поздняя жизнь
20 апреля 1663 года двенадцатилетняя Анна Скотт вышла замуж за четырнадцатилетнего Джеймса Крофтса, 1-го герцога Монмута, старшего незаконнорождённого сына короля Англии Карла II Стюарта (старший сын Карла I), его любовницы Люси Уолтер. Джеймс родился в Роттердаме во время Второй Гражданской войны в Англии, где его отец был со своей сестрой, Мэри и его шурин Вильгельм II, принц Оранский . У супругов было шестеро детей:
- Чарльз Скотт, граф Донкастер (1672—1674), умерший в младенчестве[5].
- Джеймс Скотт, граф Далкейт[англ.] (1674—1705), который женился на леди Генриетта Хайд, дочери Лоренса Хайда, 1-го графа Рочестера[5].
- Леди Анна Скотт (1675—1685), умершая в детстве[5].
- Генри Скотт, 1-й граф Делорейн[англ.] (1676—1730), женившийся на Анне Данкомб, дочери Уильяма Данкомба. После её смерти в 1720 году он женился на Мэри, внучке полковника Филиппа Говарда[5].
- Лорд Фрэнсис Скотт (1678—1679), умерший в детстве[5].
- Леди Шарлотта Скотт (1683—1683), умершая в младенчестве[4].

Её муж, герцог Монмут и Баклю, был схвачен и казнён за государственную измену 15 июля 1685 года после провала мятежа, в котором он попытался захватить английский престол и свергнуть Якова II (младшего брата своего отца, который стал королём Англии, Шотландии и Ирландии в феврале 1685 года после смерти Карла II).
6 мая 1688 года Энн Скотт вышла во второй раз замуж за Чарльза Корнуоллиса, 3-го барона Корнуоллиса (1655—1698), от брака с которым у неё было трое детей:
- Энн Корнуоллис (? — 1690), которая умерла в младенчестве[5]
- Джордж Корнуоллис (1692—1693), умерший в младенчестве[5]
- Изабелла Корнуоллис (? — 1747/1748)[5].

Энн Скотт умерла в 1732 году в возрасте 80 лет; её титулы перешли к её внуку Френсису, сыну Джеймса Скотта, графа Далкейта.